# Babylone
Babylone är en bergstopp i Schweiz. Den ligger i distriktet Entremont och kantonen Valais, i den södra delen av landet, 120 km söder om huvudstaden Bern. Toppen på Babylone är 2 856 meter över havet.